# بارباداس
بارباداس (به اسپانیایی: Barbadás) یک شهرستان در اسپانیا است که در استان اورنسه واقع شده‌است.

## خصوصیات
بارباداس ۳۰ کیلومترمربع مساحت و ۱۰٬۰۶۴ نفر جمعیت دارد و ۲۰۶ متر بالاتر از سطح دریا واقع شده‌است.